# 遂宁州
遂宁州，元朝时设置的州。
至元二十年（1283年）降遂宁府为州，治所在小溪县（今四川省遂宁市），属潼川府。辖境相当今四川省蓬溪、遂宁、安岳、乐至，重庆市等市县地。明玉珍省小溪县入州。明朝洪武九年（1375年），降为遂宁县。 